# Athanasios Karagkounīs
Athanasios Karagkounīs, noto anche come Thanasīs (in greco: Αθανάσιος "Θανάσης" Καραγκούνης; Ptolemaida, 25 settembre 1991), è un ex calciatore greco, di ruolo centrocampista o attaccante.

## Biografia
Ha un fratello, Vasileios Karagkounīs, anch'egli calciatore.

## Caratteristiche tecniche
Ala destra, può giocare sia come trequartista, sia come punta centrale.

## Palmarès

### Club

#### Competizioni nazionali
- Coppa dei Paesi Bassi: 1

PEC Zwolle: 2013-2014
- Supercoppa dei Paesi Bassi: 1

PEC Zwolle: 2014